# Purna (rivière)

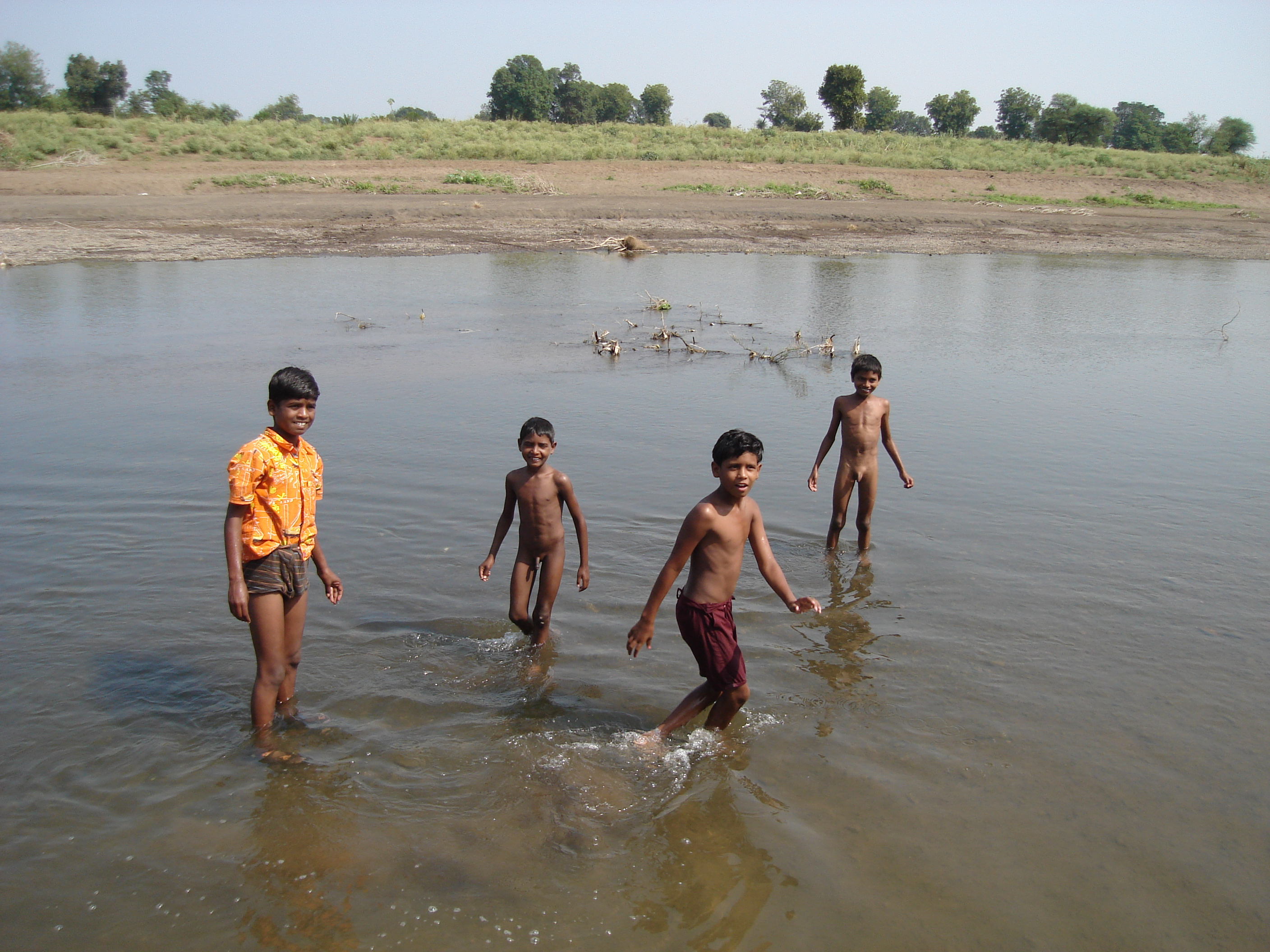
Purna

La rivière Purna est une rivière indienne d'une longueur de 334 km qui coule dans l’État du Maharashtra. Elle est un des principaux affluents de la Tapti.

## Source de la traduction
- (en) Cet article est partiellement ou en totalité issu de l’article de Wikipédia en anglais intitulé « Purna (river) » (voir la liste des auteurs).